# Містер Олімпія 2003
Містер Олімпія 2003 — найзначуще міжнародне змагання з культуризму, що проводиться під егідою Міжнародної федерації бодібілдінга (англ. International Federation of Bodybuilding, IFBB). Змагання проходили 25 жовтня 2003 року в Лас Вегасі, США. Це був тридцять дев'ятий турнір Містер Олімпія. Свій шостий титул завоював Ронні Коулмен з США. Друге місце зайняв Джей Катлер. Третє — Декстер Джексон.

## Результати
П'ятий рік поспіль загальний призовий фонд вікенду Містер Олімпія був збільшений, досягнувши рівня $404 000, а переможець отримав $110 000 і Cadillac Escalade, наданий компанією Pinnacle Supplements. Друге місце — $75,000. За третє — $50,000.
| Місце | Приз     | Ім'я!             | Країна            | 1  | 2  | 3  | 4  | Бали |
| ----- | -------- | ----------------- | ----------------- | -- | -- | -- | -- | ---- |
| 1     | $110,000 | Ронні Коулмен     | США               | 5  | 5  | 5  | 5  | 20   |
| 2     | $75,000  | Джей Катлер       | США               | 10 | 10 | 10 | 10 | 40   |
| 3     | $50,000  | Декстер Джексон   | США               | 16 | 15 | 15 | 16 | 62   |
| 4     | $40,000  | Денніс Джеймс     | Німеччина         | 19 | 20 | 21 | 20 | 80   |
| 5     | $30,000  | Гюнтер Шлієркамп  | Німеччина         | 25 | 25 | 23 | 25 | 98   |
| 6     | $25,000  | Кевін Леврон      | США               | 30 | 30 | 30 | 30 | 120  |
| 7     | $15,000  | Даррем Чарльз     | Тринідад і Тобаго | 35 | 40 | 39 | 35 | 149  |
| 8     | $14,000  | Трой Алвес        | США               | 41 | 36 | 37 | 35 | 149  |
| 9     | $12,000  | Мелвін Ентоні     | США               | 45 | 41 | 39 | 35 | 160  |
| 10    | $10,000  | Ерні Тейлор       | Велика Британія   | 53 | 50 | 51 | 35 | 189  |
| 11    | $5,000   | Джонні О. Джексон | США               | 53 | 58 | 55 | 35 | 201  |
| 12    | $4,000   | Родні Сент-Клауд  | США               | 58 | 64 | 60 | 35 | 217  |
| 13    | $2,000   | Арт Етвуд         | США               | 68 | 60 | 65 | 35 | 228  |
| 14    | $2,000   | Клод Груль        | Канада            | 72 | 73 | 69 | 35 | 249  |
| 15    | $2,000   | Лі Пріст          | Австралія         | 71 | 77 | 75 | 35 | 258  |
| 16    | $2,000   | Джонатан Деві     | Австралія         | 80 | 75 | 76 | 35 | 266  |

## Визначні події
- Ронні Коулмен виграв свій шостий поспіль титул Містер Олімпія.
- Кріс Корм'є відмовився від участі в Олімпії через хворобу, хоча був присутній на прес-конференції.
- Арт Етвуд і Кевін Леврон обидва змагалися, попри травми, отримані під час тренувань.
- Арнольд Шварценеггер виступив спеціальним гостем[4].
- Франко Коломбо отримав дві спеціальні нагороди від IFBB і був процитований: «Я щасливий, що отримав дві нагороди, а Арнольд не отримав нічого».
- Лі Хейні, людина, яка побила рекорд Арнольда в сім титулів Містер Олімпія, отримав спеціальну нагороду за життєві досягнення від IFBB і FLEX Magazine.